# 제10대 던도날드 백작 토머스 코크레인
영국의 제독이었던 제10대 던도날드 백작 토머스 코크레인 GCB, ODM, OSC (1775년 12월 24일–1860년 10월 31일)은 1778년부터 1831년까지 코크레인 경으로 더 잘 알려져 있었으며 영국 해군의 함대 사령관이었다. 영국 외에도 여러 지역에서 복무한 용병이기도 했고, 정치가 시절에는 급진파로 잘 알려져 있다. 나폴레옹 전쟁 당시 그는 용감하고 성공적이었던 함장으로, 나폴레옹은 그에게 바다늑대라는 별명을 붙이기도 했다.
1814년 런던 증권 거래소 사기 사건에서 논란이 많았던 유죄 판결로 인해 그는 영국 해군에서 물러나야 했다. 하지만 그는 1820년대 라틴아메리카 독립 전쟁 당시 칠레 해군과 브라질 해군의 창립과 이들의 성공적인 작전에 기여했다. 그가 칠레 해군에 복무할 당시 그는 페루 독립 전쟁에서도 승리를 거두었다. 그는 그리스 해군으로부터 도움을 요청받았지만, 이에 제지를 받았다. 1832년 영국 왕실은 그에 대해 사면했고, 그는 영국 해군에서 제독으로 승진하게 되었다. 몇몇 진급이 이루어진 이후 그는 1860년 더 레드 제독이라는 계급을 받은 후 사망했고, 영국의 해군 소장으로 추서되었다.

## 영국 해군 복무
1793년 7월 23일 17세의 나이에 코크레인은 장교후보생으로써 알렉산더 코크레인과 함께 HMS 하인드에 승선하게 된다. 이후는 그는 HMS 테티스에 승선하게 된다. 그가 HMS 테티스에 승선하는 동안 그는 노르웨이를 방문했으며 북아메리카 서인도 제도 기지에서 복무하게 되었다. 1795년, 그는 예비 중위로 임명되었다. 1796년 5월 27일, 그는 시험에 통과한 이후 중위 직을 받았다. 1798년 영국으로 복귀한 이후 그는 조지 엘핀스톤의 기함이었던 HMS 바플러의 8대 중위가 되었다.
1800년 2월, 코크레인은 프랑스로부터 노획한 프랑스 전함 제네루의 지휘를 맡게 되었다. 1800년 3월 28일 그는 다시 사령관으로 임명되어 HMS 스피디를 지휘하게 되었다. 그 해 말 스페인 전함이 상선으로 위장하여 이 함선을 포획하려고 했다. 코크레인은 제네루에 덴마크 깃발을 걸고 그의 함선에 전염병이 돌고 있다고 말해 탑승을 막아냈다.
그의 가장 뛰어난 업적은 스페인 순양함 엘 가모를 포획한 것이었다. 코크레인이 지휘하던 스피디가 14문의 포와 54명의 승조원이 있었던 것에 비해 엘 가모는 32문의 포와 319명의 승조원이 타고 있었다. 코크레인은 미국 국기를 휘날리며 엘 가모에 접근했고, 이를 통해 엘 가모는 스피디에 발포할 수 없었다. 스페인군이 스피디에 탑승해 선박을 노획하려 했으나, 코크레인은 스페인 해군과 격전을 벌여 이들을 물리쳤고, 엘 가모를 노획하는데 성공했다.
1801년 7월 3일, 샤를알렉상드르 리노이 장군이 이끄는 프랑스 해군과 맞붙었을 때, 코크레인은 프랑스 함선 53척을 노획하거나, 불태우거나 해안가로 밀어붙이는 데 성공했다. 그러나 프랑스 해군은 그를 포로로 붙잡는데 성공했다. 코크레인은 이 때 붙잡혀서 수감되었다. 코크레인은 프랑스 함선의 다른 대위와 포로 교환되었다. 1801년 8월 8일, 코크레인은 대령 함장으로 진급했다.
아미앵 조약 이후 코크레인은 에든버러 대학교에 들어갔다. 1803년 전쟁이 재개되었을 때 영국 의회는 10월, 그를 HMS 아랍의 함장으로 임명했다. 코크레인은 이 함선을 잘 못 모는 것으로 알려졌다. 실제로 그는 왕립 해군 함대와 2차례 충돌한 적이 있었다. 코크레인은 자기 자서전에서 HMS 아랍을 충돌선이라고 비교했으며. 자신이 모는 함선이 "짚더미"와 같다고 적었다. 이러함에도 불구하고 그는 미국 상선 채텀을 방해하고 승선하는 데 성공했는데, 이는 미국과 영국이 전쟁 중이지 않았기에 국제 사건으로 비화되었다.
1806년, 코크레인은 HMS 임페리우스의 지휘관이 되었다. 코크레인은 이 함선을 타고 나폴레옹 전쟁 동안 프랑스의 지중해 해안을 급습했다. 1808년 코크레인과 스페인 게릴라 부대는 바르셀로나와 지로나 사이의 도로에 위치한 몽가트 요새를 점령했다. 이 작전으로 길리암 뒤에슴 장군의 프랑스 군대는 1달 동안 발이 묶이게 되었다. 또 다른 급습 작전에서 코크레인은 신호 체계 암호책을 복사하고 원본을 놔두어 프랑스군이 그들과 제대로 소통할 수 없게 만들기도 했다.
1809년 코크레인은 로셰포르의 화공선 함대를 공격하는 지휘를 맡았다. 이 전투는 바스크 도로 전투의 일부였다. 영국 해군의 공격은 프랑스군에 큰 피해를 입혔지만 코크레인은 제임스 감비어 장군이 프랑스 함대를 공격할 기회를 놓쳤다고 비난하며 그를 재판에 회부했다.
나폴레옹 전쟁 기간 동안, 코크레인은 해안전의 효율적인 수행자로 알려지게 되었다. 그는 모든 작전의 세부사항을 검토하는 계획가였으며, 그의 선원들에게 최소한의 피해를 입히고, 성공의 기회를 극대화하여 적에게 큰 손실을 입히는 것을 중시했다. 코크레인은 그의 의견을 공공연하게 표현하고 다녔다. 하지만 이 때 당시 코크레인은 정치에 집중하고 있었기 때문에 이후 해군직을 거절했다.

## 같이 보기
- 알렉산더 코크레인